# Tinh vân Chiếc Nhẫn
"Tinh vân Chiếc Nhẫn" nổi tiếng nằm phía bắc chòm sao Thiên Cầm, với danh lục là Messier 57, M57 hay NGC 6720. Nó là một trong những ví dụ nổi bật về các thiên thể xa trên bầu trời gọi là tinh vân hành tinh, thường được các nhà thiên văn học gọi tắt là planetaries hay PNe.

## Lịch sử phát hiện

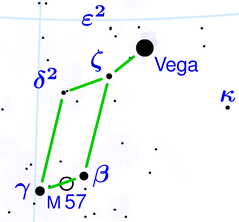
Vị trí của M57 trong chòm sao Thiên Cầm.

M57 nằm trong chòm sao Thiên Cầm, phía nam của ngôi sao sáng nhất trong chòm sao này là sao Vega. Vega là đỉnh đông bắc của nhóm ba ngôi sao được gọi là Tam giác Mùa hè. M57 nằm khoảng 40% khoảng cách góc từ sao Beta Lyrae đến sao Gamma Lyrae.
Để nhìn thấy M57 tốt nhất nên dùng kính viễn vọng 20 cm (8 inch), nhưng chỉ với kính viễn vọng 7,5 cm (3 inch) cũng nhìn thấy được vòng của tinh vân. Với những dụng cụ lớn hơn sẽ nhìn thấy được những vùng tối hơn ở các cạnh phía đông và phía tây của tinh vân, và một số tinh vân nhỏ mờ bên trong đĩa của tinh vân Chiếc Nhẫn.
Tinh vân này được Antoine Darquier de Pellepoix phát hiện ra vào tháng 1 năm 1779, và ông viết về nó "...lớn như Sao Mộc và giống như một hành tinh đang mờ dần đi.". Sau đó vài tháng, Charles Messier đã độc lập phát hiện ra tinh vân này khi ông đang tìm kiếm các sao chổi. Ông thêm vào danh lục của mình với thứ tự 57. Messier và William Herschel cũng chú ý tới là tinh vân này có chứa nhiều ngôi sao mờ mà không thể nhìn rõ dưới kính thiên văn của họ.
Năm 1800, Friedrich von Hahn đã khám phá ra ngôi sao trung tâm mờ ở tâm của tinh vân. Năm 1864, William Huggins kiểm tra phổ của rất nhiều tinh vân, đã khám phá một trong số những tinh vân này, trong đó có M57, xuất hiện vạch phổ phát xạ sáng đặc trưng bởi khí phát sáng huỳnh quang. Huggins kết luận là nhiều tinh vân hành tinh không phải là tổ hợp của các ngôi sao chưa được nhìn rõ, như đã từng được nghĩ trước đây, mà thực ra chúng thực sự là các tinh vân.

## Đặc tính vật lý

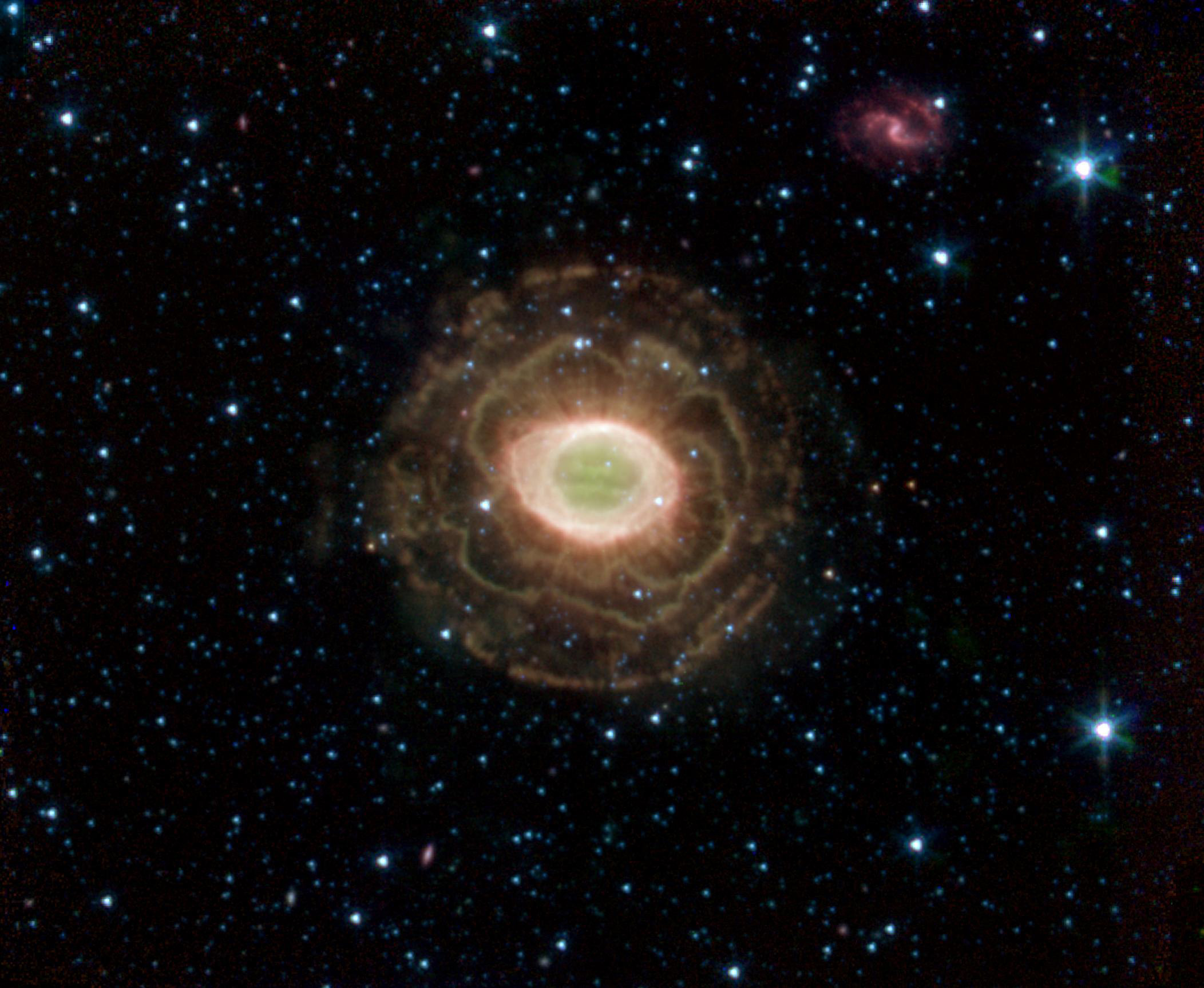
Tinh vân Chiếc Nhẫn trong bước sáng hồng ngoại.